# 十勝大橋
十勝大橋（とかちおおはし）は、北海道河東郡音更町と帯広市の境にあり、十勝川に架かる橋。

## 概要
国道241号の橋（片側2車線、一部3車線）であり、帯広市と音更町を結ぶ幹線道路として混雑している。24時間平均交通量は約35,100台（平成22年度）。地震や風に対する安全性を考慮して設計し、厳寒地での通年施工を工夫しており、1995年度（平成7年度）「土木学会田中賞」を受賞している。夜間はライトアップしている。

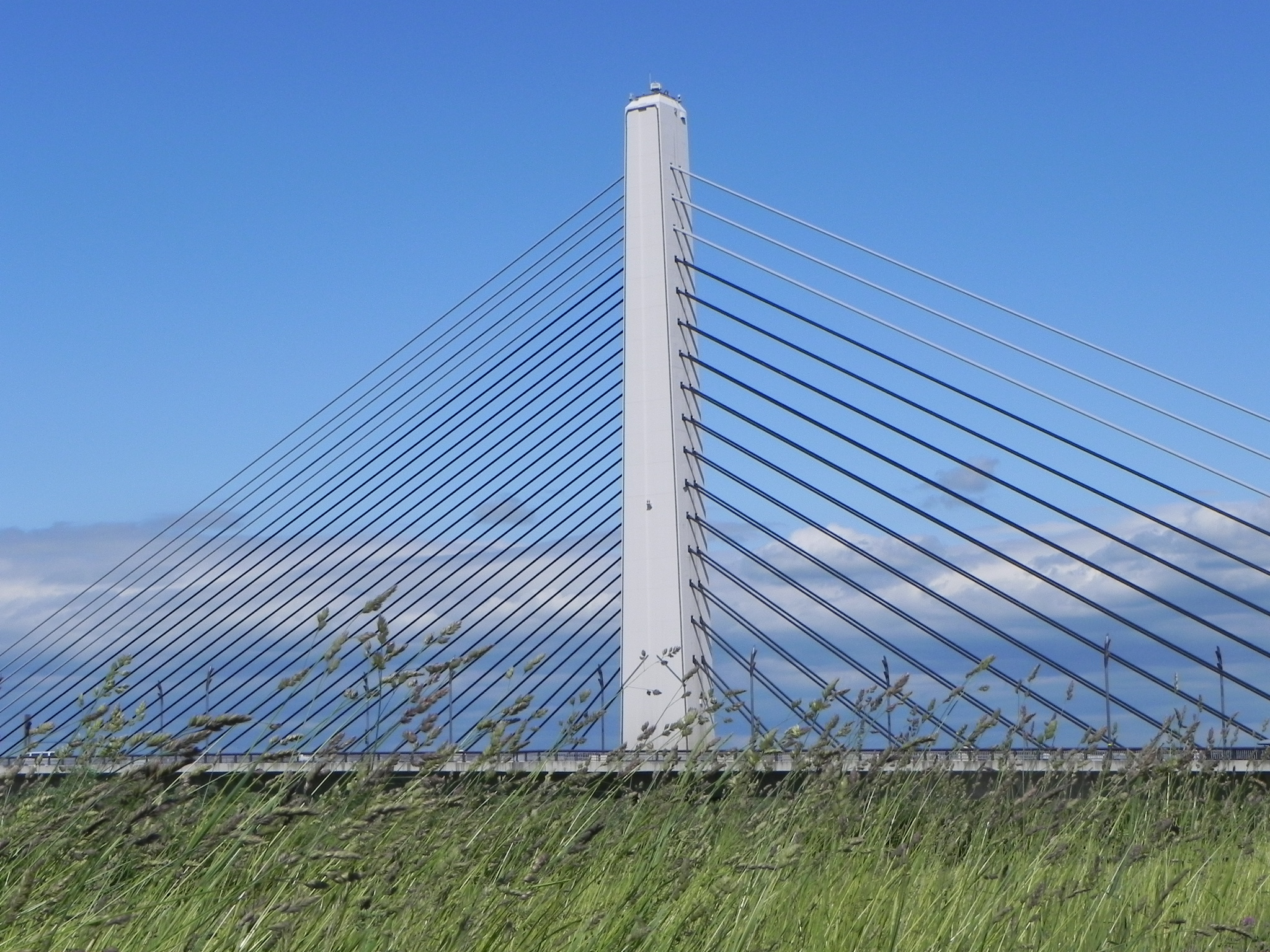
十勝大橋の主塔（2011年6月）
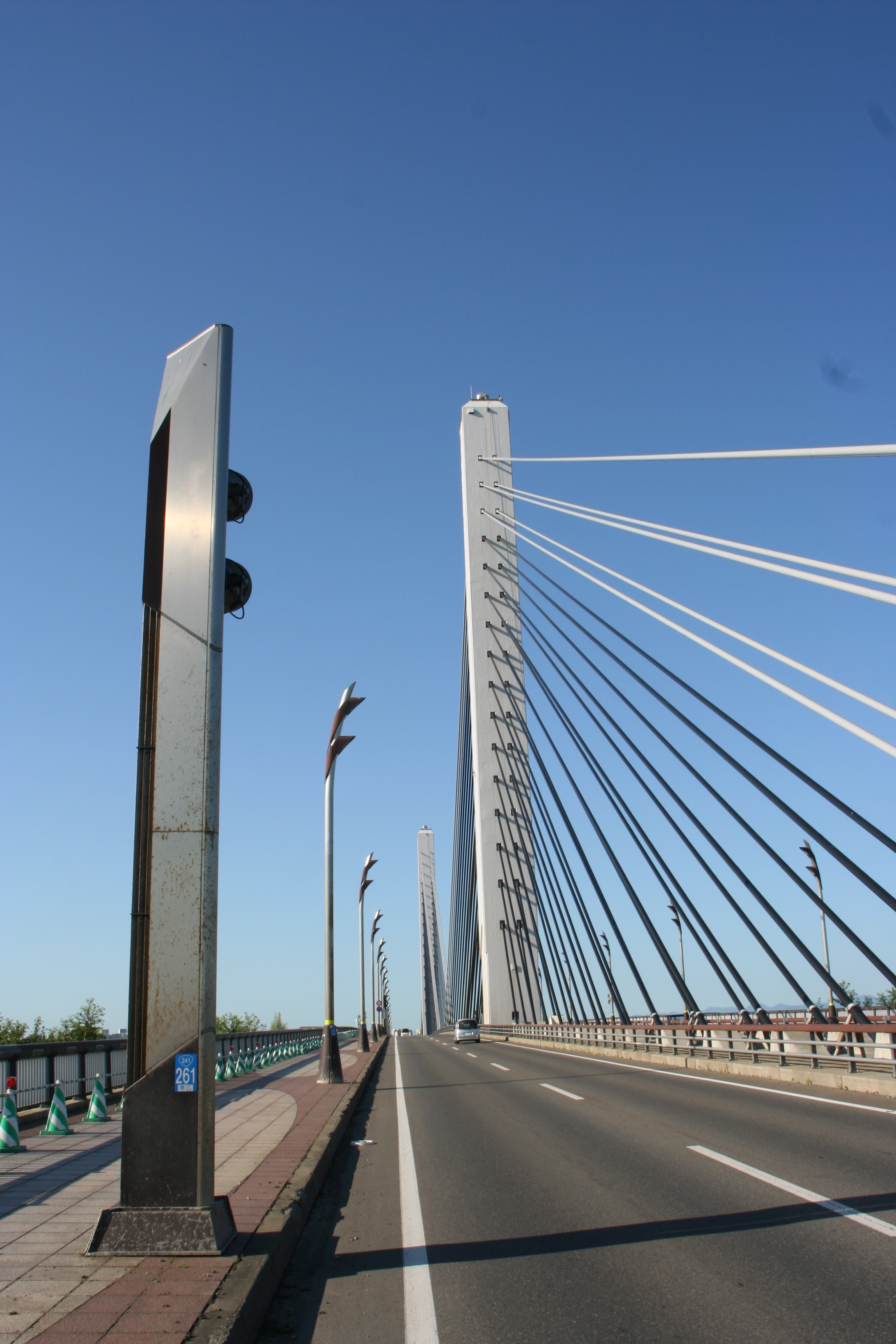
路面（2011年8月）
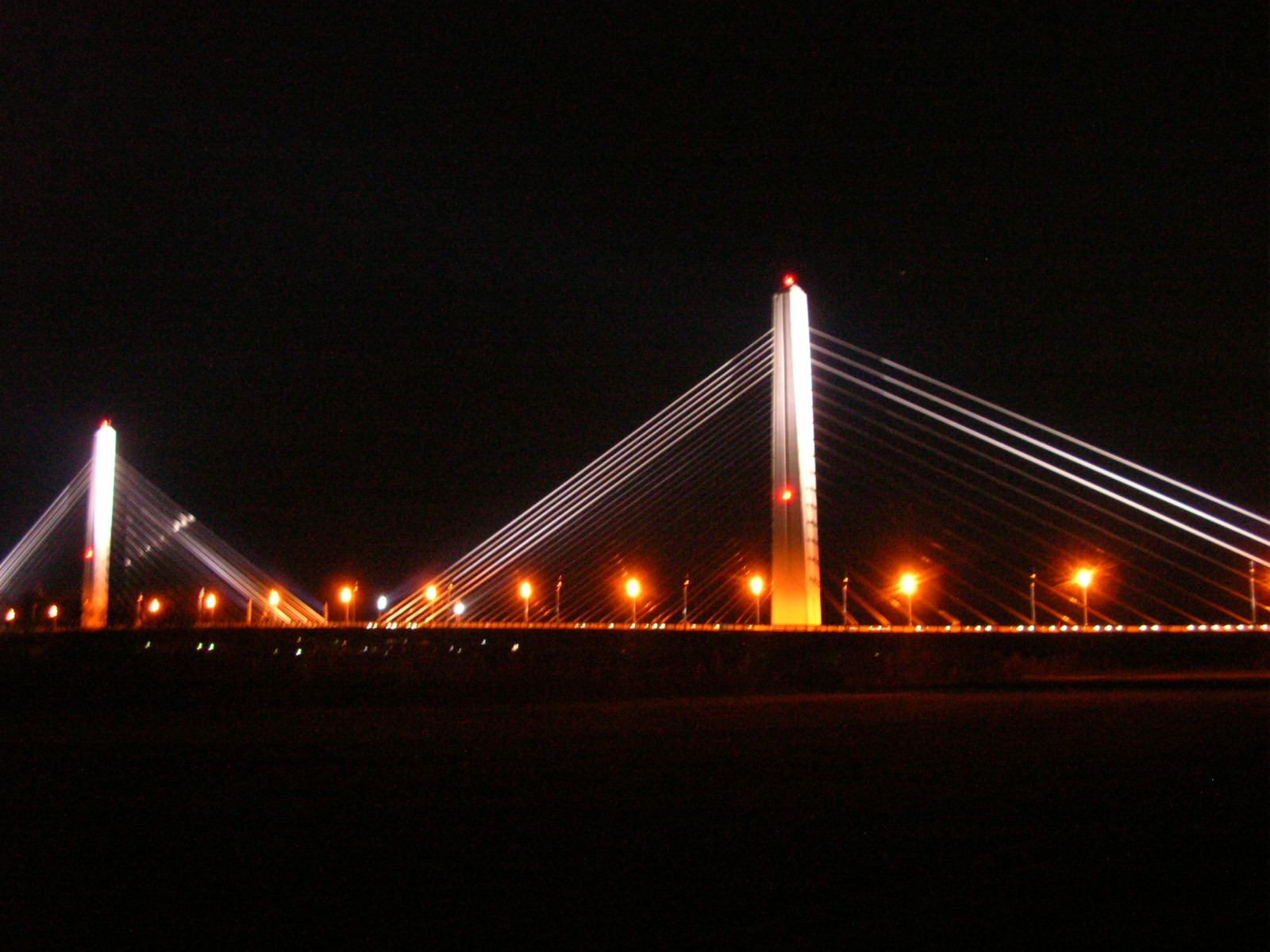
ライトアップ（2008年3月）

## 歴史
十勝大橋の前身は、1905年（明治38年）に架橋された木橋「開成橋」である。1910年（明治43年）に河西土木派出所がより頑丈な木橋「河西橋」（橋長114m）を架橋したが、1919年（大正8年）の洪水で流失した。その後、橋長を186 mに延長して架け替えたが、洪水のたびに修理しながら利用してきた。新たなコンクリート橋は1940年（昭和15年）に着工し、橋の名前も「十勝大橋」（橋長369 m）と改称され、1941年（昭和16年）に完成した。旧十勝大橋は平衡荷重法によるアーチ式支保工を世界で初めて採用し、φ44 mm、最大長25 mの丸鋼を日本国内で初めて採用するなど、当時の最新技術を使用した橋梁であった。
1980年（昭和55年）に策定された音更町側の堤防を引いて十勝川を拡幅する「木野引堤事業」により、橋梁自体は健全であったが架け替えることになった。1996年（平成8年）、十勝川上流側に新たな十勝大橋が開通した。斜張橋として生まれ変わった十勝大橋は、PC斜張橋として幅員、面積などが日本国内最大級の規模となっている。なお、旧橋の偲ぶため「さようなら旧十勝大橋」というイベントを開催し、帯広側には旧橋の橋台が残されている。

## 構造
| 旧十勝大橋（1941年 - 1996年） | 旧十勝大橋（1941年 - 1996年）                 |
| ----------------------------- | --------------------------------------------- |
| 設計者                        | 北海道庁技師 横道英雄                         |
| 施工者                        | 北海道庁帯広治水事務所（後の帯広土木現業所）  |
| 橋格                          | 一等橋                                        |
| 形式                          | 鉄筋コンクリート (RC) ゲルバー桁橋            |
| 橋長                          | 390 m                                         |
| 支間割                        | 10.5 m + 9@41.0 m + 10.5 m                    |
| 幅員                          | 2@2.7 m + 2@3.5 m + 5.6 m                     |
| 幅員                          | 2.7 m + 12.6 m + 2.7 m                        |
| 面積                          | 6,987 m²                                      |
| 十勝大橋（1996年 - ）         |                                               |
| 発注者                        | 北海道開発局帯広開発建設部                    |
| 施工者                        | 鹿島・日本高圧・ドーピーJV（その1工事）       |
| 施工者                        | 大成・住友・ピーエスJV（その2工事）           |
| 橋種                          | プレストレスト・コンクリート橋                |
| 道路種別                      | 4種1級（都市部）幹線B地域                     |
| 橋格                          | 1等橋 (TL-20)                                 |
| 形式                          | 3径間連続PC斜張橋                             |
| 橋長                          | 501 m                                         |
| 支間割                        | 124.1 m + 251.0 m + 124.1 m                   |
| 幅員                          | 32.8 m(4.5 m + 8.5 m + 6.0 m + 8.5 m + 4.5 m) |
| 有効幅員                      | 26.0 m                                        |
| 主塔構造                      | 鉄筋コンクリート独立1本柱                     |
| 主桁構造                      | PC4室箱桁                                     |
| 施工方法                      | 片持ち張出し架設                              |

## 周辺
音更側（音更大通）は木野大通1丁目交差点で木野東通、木野大通3丁目交差点で北海道道498号長流枝内木野停車場線（宝来南通）、鈴蘭公園通と接続している。木野大通6丁目交差点までの区間においては無電柱化が実施されている。帯広側では西3条通、西2条通、国道241号（大通）に分かれ、いずれも国道38号と交差している。帯広側の十勝川河川敷には野球場、サッカー・ラグビー場の運動施設があり、『勝毎花火大会』や『道新十勝川花火大会』など各種イベント会場としても利用している。
音更町
- 鈴蘭公園

帯広市
- 十勝川インフォメーションセンター[17]
- 十勝川公園
- 帯広市総合体育館
- 北海道警察釧路方面本部帯広警察署・十勝機動警察隊

## 参考資料
- 葛西泰弘、神山繁、池田隆、田中茂義「厳寒地におけるPC斜張橋の片持ち張出し施工」『コンクリート工学』、日本コンクリート工学会、1995年、2017年2月8日閲覧。
- 山上正之、小谷内史義、丸山記美雄、井上雅弘「旧十勝大橋の保存計画 150年長期耐久性試験」『コンクリート工学』、日本コンクリート工学会、1996年、2017年2月8日閲覧。
- 井上勝伸、田口史雄、嶋田久俊 (2003年). “初代十勝大橋の建設に用いられた技術について”. 北海道開発土木研究所月報 No.597.  土木研究所寒地土木研究所. 2017年2月8日閲覧。